# Campeonato Asiático de Hóquei em Patins de 1997
O Campeonato Asiático de Hóquei em Patins é uma competição de Hóquei em Patins com a participação das selecções do continente Asiático. 
Esta competição é organizada pela CARS, Federação Asiática de Patinagem.

## Países Participantes
Japão
 Índia
 Macau
 Paquistão

## Classificação final
| Lugar | País      |
| ----- | --------- |
|       | Macau     |
|       | Japão     |
|       | Índia     |
| 4     | Paquistão |